# Dolní Benešov (zámek)
Zámek Dolní Benešov s gotickým jádrem se nachází na návrší uprostřed parku na katastrálním území města Dolní Benešov v okrese Opava. Zámek s parkem a ohradní zdí byl zapsán v roce 1964 do Ústředního seznamu kulturních památek ČR.

## Historie
Rod Benešoviců, který měl ve Slezsku rozsáhlé statky, v Dolním Benešově přestavbou pravděpodobně menšího hrádku postavil tvrz, o které je zmínka v roce 1411. Další vlastníci panství páni z Drahotuš na přelomu 15. a 16. století přestavěli tvrz v pozdně gotickém slohu. V písemném dokladu z roku 1598 je stále uváděna jako tvrz. V 16. století nekalým způsobem získal dědictví po pánech z Drahotuš David Mošovský z Moravčína, který koncem 16. století začal s přestavbou dřevěné tvrze s gotickým jádrem na renesanční zděný zámek. V období 1660–1670 byla Mošovskými k zámku přistavěna dvoupatrová barokní budova. Dnešní podoba je z 18. století, kdy zámek vlastnil rod Kalkreutů. V roce 1848 byl zámek vydrancován obyvateli Dolního Benešova. Další stavební úpravy byly provedené v roce 1892 a v letech 1901–1902. Na přelomu 19. a 20. století byl založen okolo zámku anglický park. Od sedmdesátých let 19. století byli majiteli Rothschildové, kteří část interiéru odeslali v roce 1937 do Vídně. Při přestavbě v období 1921–1924 byly objeveny suterénní prostory, původní zdi a zlomky nádob z 15. století. Během druhé světové války byl na zámku zřízen Polenlager tj. internační pracovní tábor pro vysídlené Poláky. Na konci války zámek byl poškozen dělostřeleckou palbou. Po ukončení druhé světové války byl zámek vyrabován a začal chátrat. V letech 1948–1949 byl částečně opraven. V letech 1983–1985 byla provedena generální oprava zámku a parku. V zámku má sídlo městský úřad, využívány jsou obřadní síň a zámecká kaple.

## Architektura
Zámek tvoří dvě budovy, které stojí proti sobě téměř rovnoběžně (pozůstatek tříkřídlé dispozice). Obě budovy jsou spojeny příčnou spojovací chodbou postavenou v letech 1983–1985.
Severní budova (levé křídlo) je třípodlažní na půdorysu obdélníku s valbovou střechou. Vchod a okna jsou obdélná v jednoduchých šambránách. Mezi podlažími je kordonová římsa, horní patro ukončuje obvodová římsa. V interiéru jsou v západní části místnosti s valenou klenbou s výsečemi, sklepní prostory mají valenou klenbu.
Jižní budova (pravé křídlo) je patrová na půdorysu písmene L. Vchod je umístěn v západní části severní fasády. V jižní fasádě ve středové části je nad vchodem balkon na masivních pilířích. Krátká jednopatrová část stejně široká je napojena v pravém úhlu na severní straně budovy. V severní fasádě je zazděn sedlový portál s bohatě profilovanou špaletou, které se v horní části portálu se protínají a kříží. Na zazděné desce nad vchodem je znak tříhroté koruny s beraními rohy a letopočtem 1498. Patro je členěno pilastry. V severovýchodním nároží je opěrný pilíř. Vchod a okna obdobná jako na severní budově. Střecha je valbová.
Stavební materiálem je lomový kámen (v prvních patrech) a cihla. Střechy jsou kryté břidlicí.

## Park
Park byl založený na přelomu 19. a 20. století v době, kdy byli majiteli Rotschildové, s volně krajinářskou kompozicí (anglický park) s vysokými a cizokrajnými stromy a květinami na rozloze 1,7 ha na mírném návrší na místě původních zahrad renesančního zámku. Na jižní straně je vymezen kamennou zdí a v západní straně příjezdovou komunikací s branou. Bývalé hospodářské budovy jsou od parku odděleny kovovým plotem. Severní a východní strana parku je otevřená. V jižním průhledu je výhled na památník Cypriána Lelka a rybník. V parku se nachází především domácí dřeviny jako javor mléč, javor klen, javor babyka, habr obecný, dub letní, lípa srdčitá, z jehličnanů je to borovice vejmutovka a jedlovec kanadský.